# David Bisconti
David Bisconti, född 22 september 1968, är en argentinsk tidigare fotbollsspelare.
David Bisconti spelade 5 landskamper för det argentinska landslaget.